# Les Gangsters du Texas
Pour plus de détails, voir Fiche technique et Distribution.
Les Gangsters du Texas (Under Texas Skies) est un film américain réalisé par George Sherman, sorti en 1940. Le film fait partie de la série de films The Three Mesquiteers.

## Fiche technique
- Titre original : Under Texas Skies
- Titre français : Les Gangsters du Texas
- Réalisation : George Sherman
- Scénario : Anthony Coldeway et Betty Burbridge d'après les personnages créés par William Colt MacDonald
- Photographie : William Nobles
- Montage : Tony Martinelli
- Pays de production : États-Unis
- Format : Noir et blanc - 1,37:1
- Genre : western
- Durée : 57 minutes
- Date de sortie : 1940

## Distribution
- Robert Livingston : Stony Brooke
- Bob Steele : Tucson Smith
- Rufe Davis : Lullaby Joslin
- Lois Ranson (en) : Helen Smith
- Henry Brandon : Tom Blackton
- Wade Boteler : Shériff Brooke
- Rex Lease : Jim Marsden
- Jack Ingram (en) : Finley
- Walter Tetley : Theodore
- Yakima Canutt : Talbot
- Earle Hodgins : Smithers